# Petr Kopfstein
Petr Kopfstein (Karlsbad, 18 maart 1978) is een Tsjechisch piloot en kunstvlieger. Sinds 2014 neemt hij deel aan de Red Bull Air Race World Series.

## Carrière

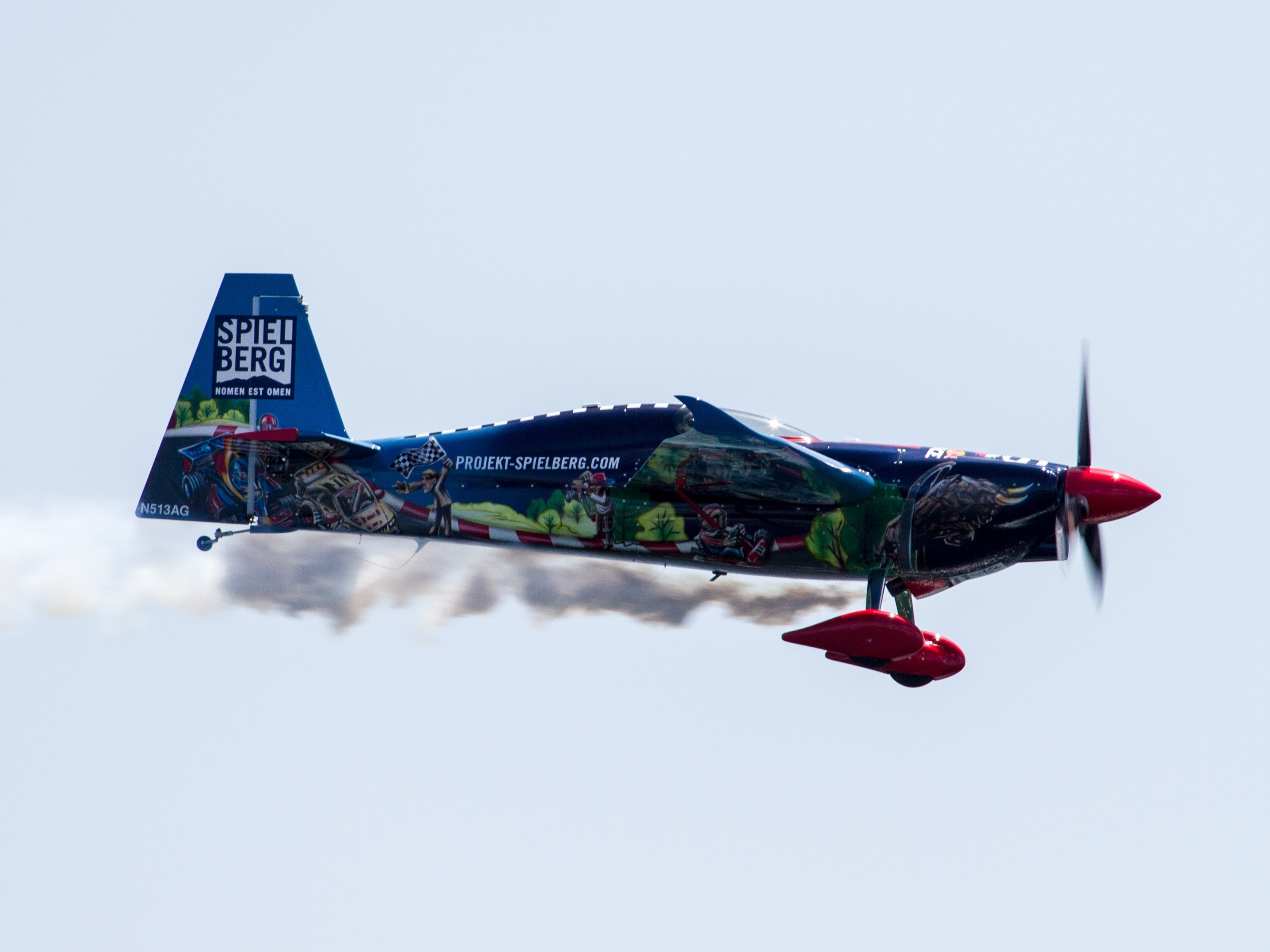
N513AG (2017 Red Bull Air Race of Chiba)

Kopfstein maakte in 2014 zijn debuut in de Challenger Class van de Red Bull Air Race. Hij behaalde twee podiumplaatsen in Putrajaya en op de Las Vegas Motor Speedway en werd zesde in het klassement, maar tijdens het laatste raceweekend op de Red Bull Ring won hij de speciale race om het kampioenschap, waarmee hij de eerste winnaar werd van de Challenger Class. Dat jaar won hij ook de Unlimited-categorie van het Tsjechische nationale kampioenschap kunstvliegen, waarbij hij zijn vriend en mede-Red Bull Air Race-piloot Martin Šonka versloeg.
In 2015 bleef Kopfstein in de Challenger Cup en won races in Chiba en op de Ascot Racecourse. Hij werd derde in het klassement en eindigde in de finalerace uiteindelijk als vierde. In 2016 stapte hij over naar de Master Class van de Red Bull Air Race.